# 스타워즈의 등장인물 목록
《스타 워즈》시리즈의 등장인물 목록에는 영화 9부작 뿐만 아니라 스타워즈 세계관에서 존재하는 전체의 인물, 외계인, 드로이드를 망라 하였다.

## 가
- 그리도
- 그리버스
- 그리블립스

## 나
- 나타시 다알라
- 노봇
- 누트 건레이
- 니엔 넌

## 다
- 다스 맬거스
- 다스 몰
- 다스 베이더
- 다스 시디어스
- 다스 크레이트
- 다스 티라누스
- 다스 플레이그스
- 더지
- 돌테이 도파인

## 라
- 랜도 캘리시언
- 레아 오르가나
- 레이
- 로보트
- 로스 니다
- 롯 도드
- 루크 스카이워커
- 루크 스카이워커
- 루시로스 도파인
- 룬 하코

## 마
- 마라 제이드 스카이워커
- 마즈
- 막시밀리안 비어즈
- 메이스 윈두
- 모프 저저로드
- 몬 모스마

## 바
- 바부 프릭
- 베루 라스
- 베일 오르가나
- 벤 케노비
- 보바 펫
- BB-8
- 빅스 다크라이터
- 빕 포르튜나

## 사
- 산 힐
- 사크 티
- 선 팩
- 세불바
- 세시틴
- 쉬미 스카이워커
- 쉬브 팰퍼틴
- 슈프림 리더 스노크
- 스펙테이터
- 쓰론
- C-3PO

## 아
- 아나킨 스카이워커
- 아사즈 벤트리스
- 아소카 타노
- 아일라 세큐라
- 아크바
- R2-D2
- 야들
- 에이젠 콜러
- 오비완 케노비
- 오웬 라스
- 와토
- 왓 탬버
- 요다
- 운카르 플럿
- 울라
- OOM-9
- 웨지 안틸레스
- 위켓
- Ev-9D9

## 자
- 자바 더 헛
- 자 자 빙크스
- 장고 펫
- 조루스 츠바오스
- 진 어소
- 잰 오르스

## 차
- 츄바카

## 카
- 카일로 렌
- 콰이곤 진
- 코디
- 키 아디 문디
- 킷 피스토
- 클론

## 타
- 타킨
- 타풀
- 탈론 카르드

## 파
- 파드메 아미달라
- 파셀 아르젠틴
- 파풀루
- 펠레온
- 포 누도
- 포 다메론
- 포글 더 레서
- 피르무스 피에트
- 플로 쿤
- 핀

## 하
- 한 솔로
- 헉스

## 같이 보기
- 스타워즈의 출연 배우 목록